# 電撃小説大賞
電撃小説大賞（）は、KADOKAWAの社内ブランドであるアスキー・メディアワークス（旧メディアワークス）が1994年より主催する長編・短編小説の新人文学賞である。

## 概要
ライトノベル系の新人賞では最多の応募数を誇っており、第20回（2012年募集開始）の応募総数は6554作品に達した。受賞作品は電撃文庫（一部はメディアワークス文庫・電撃の新文芸）にて出版される。出版社の強みを活かしてメディアミックス的な展開が多いのも特徴の1つである。
元々は電撃ゲーム3大賞の小説部門として「電撃ゲーム小説大賞」という名称だったが、第11回（2003年募集開始）に電撃ゲーム3大賞が「電撃3大賞」に改称したのに伴い「電撃小説大賞」と改称した。小説部門の「電撃小説大賞」・イラスト部門の「電撃イラスト大賞」・コミック部門の「電撃コミック大賞」の3部門は通称「電撃大賞」と呼ばれている。
電撃小説大賞は初回から長編小説・短編小説の両方を募集していたが、メディアワークス主催の短編小説賞としては他に、『電撃hp』で募集・発表された電撃hp短編小説賞（2000年 - 2006年）があった。この賞は電撃hp休刊に伴い、電撃文庫MAGAZINE賞として電撃小説大賞に一本化された。第30回（2022年募集開始）よりカクヨムからの応募が可能となった。第31回より電撃の新文芸賞が新たに追加された。
受賞者
高畑京一郎、古橋秀之、上遠野浩平、阿智太郎、成田良悟、有川浩、川原礫等、多数の作家を輩出している。また受賞に至らなかった応募者を「拾い上げ」てデビューさせることも多く、秋山瑞人、時雨沢恵一、鎌池和馬、三上延、伏見つかさ等の人気作家を生み出している。
その他
かつてはアスキー・メディアワークス運営の同名のラジオ番組『電撃大賞』が放送されていたが、番組がもっていた同大賞の宣伝広報と言う目的は希薄化していた。

## 選考審査員
- 高千穂遙（第1 - 3回）
- 林海象（第1 - 3回）
- 矢野徹（第1 - 3回）
- 角川歴彦（第1回）[肩書 1]
- 佐藤辰男（第2 - 13回、第22 - 25回）[肩書 2][肩書 3][肩書 4]
- 安田均（第3 - 13回）
- 伊藤和典（第5回）
- 広井王子（第5 - 9回）
- 深沢美潮（第5 - 10回）
- 松本悟（第7 - 8回）
- 鈴木一智（第8 - 24回）[肩書 5][肩書 6][肩書 7][肩書 8][肩書 9]
- 高畑京一郎（第10 - 24回）
- 佐藤竜雄（第14 - 24回）
- 時雨沢恵一（第14 - 24回）
- 豊島雅郎（第14 - 17回）[肩書 10]
- 徳田直巳（第19 - 21回）[肩書 11][肩書 12]
- 佐藤達郎（第19 - 24回）[肩書 13]
- 荒木美也子（第20 - 22回）[肩書 14]
- 三木一馬（第22 - 23回）[肩書 15]
- 神康幸（第23 - 26回）[肩書 16]
- 和田敦（第23 - 25回）[肩書 17][肩書 18]
- 三雲岳斗（第25回 - 30回）
- 高林初（第25回 - 27回）[肩書 19]
- 三上延（第26回 - 30回）
- 吉野弘幸（第26回 - 30回）[肩書 20]
- 湯浅隆明（第26回 - 27回）[肩書 21]
- 小原信治（第27回 - 30回）[肩書 22]
- 川原礫（第31回）
- 支倉凍砂（第32回）

## 賞の種類
- 大賞 - 正賞+副賞300万円
- 金賞 - 正賞+副賞100万円
- 銀賞 - 正賞+副賞50万円
- メディアワークス文庫賞 - 正賞+副賞100万円（第16回より）
- 電撃の新文芸賞 - 正賞+副賞100万円（第31回より）

## 入賞作品
斜字は未刊行。（）内は応募時タイトル。後にシリーズ化された作品については、受賞作（第1巻）の刊行時サブタイトルは割愛している場合がある。また、最終選考者中でデビューした作家については本表より割愛している。
| 回（年）          | 応募数                        | 賞                      | タイトル （応募時タイトル） | 著者 （応募時筆名）             | 刊行                                                                       | 出典        |
| ----------------- | ----------------------------- | ----------------------- | --- | ------------------------------- | -------------------------------------------------------------------------- | ----------- |
| 第1回 （1994年）  | 656                           | 大賞                    | 五霊闘士オーキ伝 | 土門弘幸                        | 1994年10月 電撃文庫                                                        | [ 5 ] [ 6 ] |
| 第1回 （1994年）  | 656                           | 金賞                    | クリス・クロス 混沌の魔王 （夢か現か幻か） | 高畑京一郎                      | 1994年11月 メディアワークス 1997年2月 電撃文庫                             | [ 5 ] [ 6 ] |
| 第1回 （1994年）  | 656                           | 銀賞                    | 冒険商人アムラフィ | 中里融司                        | 1994年10月 電撃文庫                                                        | [ 5 ] [ 6 ] |
| 第1回 （1994年）  | 656                           | 銀賞                    | 雲ゆきあやし、雨にならんや | 坪田亮介                        | 1994年10月 電撃文庫                                                        | [ 5 ] [ 6 ] |
| 第2回 （1995年）  | 566                           | 大賞                    | ブラックロッド | 古橋秀之                        | 1996年1月 メディアワークス 1997年4月 電撃文庫 2023年5月 WiZH               | [ 5 ] [ 6 ] |
| 第2回 （1995年）  | 566                           | 銀賞                    | やまいはちから 〜スペシャル・マン〜 | 成重尚弘                        | -                                                                          | [ 5 ] [ 6 ] |
| 第2回 （1995年）  | 566                           | 銀賞                    | 戸籍係の憂鬱 | 茅本有里                        | -                                                                          | [ 5 ] [ 6 ] |
| 第3回 （1996年）  | 953                           | 金賞                    | パンツァーポリス1935 （PANZERPOLIS-1935） | 川上稔                          | 1996年12月 電撃文庫                                                        | [ 5 ] [ 6 ] |
| 第3回 （1996年）  | 953                           | 金賞                    | NANIWA捜神記 | 栗府二郎                        | 1997年3月 電撃文庫                                                         | [ 5 ] [ 6 ] |
| 第3回 （1996年）  | 953                           | 銀賞                    | ダーク・アイズ | 天羽沙夜                        | -                                                                          | [ 5 ] [ 6 ] |
| 第3回 （1996年）  | 953                           | 銀賞                    | HOLOGRAM SEED | 雅彩人                          | -                                                                          | [ 5 ] [ 6 ] |
| 第4回 （1997年）  | 869                           | 大賞                    | ブギーポップは笑わない | 上遠野浩平                      | 1998年2月 電撃文庫 2019年1月 電撃の新文芸                                  | [ 5 ] [ 6 ] |
| 第4回 （1997年）  | 869                           | 金賞                    | 猫目狩り | 橋本紡                          | 1998年2月 電撃文庫【上・下】                                               | [ 5 ] [ 6 ] |
| 第4回 （1997年）  | 869                           | 銀賞                    | 僕の血を吸わないで | 阿智太郎                        | 1998年2月 電撃文庫                                                         | [ 5 ] [ 6 ] |
| 第5回 （1998年）  | 996                           | 金賞                    | 学園武芸帳「月に笑く」 （月に笑く） | 白井信隆                        | 1999年2月 電撃文庫                                                         | [ 5 ] [ 6 ] |
| 第5回 （1998年）  | 996                           | 銀賞                    | コールド・ゲヘナ | 三雲岳斗                        | 1999年2月 電撃文庫                                                         | [ 5 ] [ 6 ] |
| 第5回 （1998年）  | 996                           | 選考委員 特別賞         | 月と貴女に花束を | 志村一矢                        | 1999年6月 電撃文庫                                                         | [ 5 ] [ 6 ] |
| 第5回 （1998年）  | 996                           | 選考委員 特別賞         | ギミック・ハート | 七海純                          | -                                                                          | [ 5 ] [ 6 ] |
| 第6回 （1999年）  | 1326                          | 大賞                    | リングテイル 勝ち戦の君 （リングテイル） | 円山夢久                        | 2000年2月 電撃文庫                                                         | [ 5 ] [ 6 ] |
| 第6回 （1999年）  | 1326                          | 金賞                    | ダブルブリッド | 中村恵里加                      | 2000年2月 電撃文庫                                                         | [ 5 ] [ 6 ] |
| 第6回 （1999年）  | 1326                          | 銀賞                    | 若草野球部狂想曲 | 一色銀河                        | 2000年2月 電撃文庫                                                         | [ 5 ] [ 6 ] |
| 第7回 （2000年）  | 1469                          | 金賞                    | 天国に涙はいらない | 佐藤ケイ                        | 2001年2月 電撃文庫                                                         | [ 5 ] [ 6 ] |
| 第7回 （2000年）  | 1469                          | 金賞                    | 陰陽ノ京 （平安京八卦） | 渡瀬草一郎                      | 2001年2月 電撃文庫                                                         | [ 5 ] [ 6 ] |
| 第7回 （2000年）  | 1469                          | 銀賞                    | ウィザーズ・ブレイン （魔法士物語） | 三枝零一                        | 2001年2月 電撃文庫                                                         | [ 5 ] [ 6 ] |
| 第7回 （2000年）  | 1469                          | 選考委員 奨励賞         | 王道楽土 | 御堂彰彦                        | -                                                                          | [ 5 ] [ 6 ] |
| 第7回 （2000年）  | 1469                          | 選考委員 奨励賞         | 天剣王器 Dual Lord, Reversion （天剣王器） | 海羽超史郎                      | 2001年7月 電撃文庫                                                         | [ 5 ] [ 6 ] |
| 第8回 （2001年）  | 1647                          | 大賞                    | 大唐風雲記 洛陽の少女 （大唐風雲記 長安の履児、虎の尾を履む）                                                                                              | 田村登正                        | 2002年2月 電撃文庫                                                         | [ 5 ] [ 6 ] |
| 第8回 （2001年）  | 1647                          | 銀賞                    | 悪魔のミカタ 魔法カメラ （みークルズサジェスチョン 「ポリッシュアップルズ」）                                                                              | うえお久光                      | 2002年2月 電撃文庫                                                         | [ 5 ] [ 6 ] |
| 第8回 （2001年）  | 1647                          | 銀賞                    | インフィニティ・ゼロ 冬〜white snow （無限大ゼロ） | 有沢まみず                      | 2002年2月 電撃文庫                                                         | [ 5 ] [ 6 ] |
| 第8回 （2001年）  | 1647                          | 選考委員 奨励賞         | A/Bエクストリーム CASE-314［エンペラー］ （エクスターミネーターA/B）                                                                                       | 高橋弥七郎                      | 2002年4月 電撃文庫                                                         | [ 5 ] [ 6 ] |
| 第8回 （2001年）  | 1647                          | 選考委員 奨励賞         | 吸血鬼のおしごと The Style of Vampires （我が町の吸血鬼）                                                                                                  | 鈴木鈴                          | 2002年4月 電撃文庫                                                         | [ 5 ] [ 6 ] |
| 第9回 （2002年）  | 2080                          | 大賞                    | キーリ 死者たちは荒野に眠る （死者たちは荒野に眠る） | 壁井ユカコ                      | 2003年2月 電撃文庫                                                         | [ 5 ] [ 6 ] |
| 第9回 （2002年）  | 2080                          | 金賞                    | 七姫物語 | 高野和                          | 2003年2月 電撃文庫 2019年1月 メディアワークス文庫                          | [ 5 ] [ 6 ] |
| 第9回 （2002年）  | 2080                          | 金賞                    | バッカーノ! The Rolling Bootlegs （バッカーノ!） | 成田良悟                        | 2003年2月 電撃文庫                                                         | [ 5 ] [ 6 ] |
| 第9回 （2002年）  | 2080                          | 選考委員 奨励賞         | シャープ・エッジ stand on the edge （sharp edge -knife which charms dutterfly-）                                                                           | 坂入慎一                        | 2003年4月 電撃文庫                                                         | [ 5 ] [ 6 ] |
| 第9回 （2002年）  | 2080                          | 選考委員 奨励賞         | シルフィ・ナイト （夜の妖精、鋼鉄の翼、たった一つの願い）                                                                                                  | 神野淳一                        | 2003年4月 電撃文庫                                                         | [ 5 ] [ 6 ] |
| 第10回 （2003年） | 2015                          | 大賞                    | 塩の街 Wish on my precious （塩の街） | 有川浩                          | 2004年2月 電撃文庫 2007年6月 メディアワークス 2010年1月 角川文庫           | [ 5 ] [ 6 ] |
| 第10回 （2003年） | 2015                          | 金賞                    | 我が家のお稲荷さま。 | 柴村仁                          | 2004年2月 電撃文庫                                                         | [ 5 ] [ 6 ] |
| 第10回 （2003年） | 2015                          | 銀賞                    | 先輩とぼく | 沖田雅                          | 2004年2月 電撃文庫                                                         | [ 5 ] [ 6 ] |
| 第10回 （2003年） | 2015                          | 選考委員 奨励賞         | 結界師のフーガ （逃がし屋〜愚者達の結界〜） | 水瀬葉月                        | 2004年4月 電撃文庫                                                         | [ 5 ] [ 6 ] |
| 第10回 （2003年） | 2015                          | 選考委員 奨励賞         | シュプルのおはなし Grandpa's Treasure Box （おじいちゃんの宝箱）                                                                                           | 雨宮諒                          | 2004年4月 電撃文庫                                                         | [ 5 ] [ 6 ] |
| 第11回 （2004年） | 総数 2603 長編 1587 短編 1016 | 大賞                    | ルカ -楽園の囚われ人たち- （少女禁猟区・世界で最後の1人+8）                                                                                                | 七飯宏隆                        | 2005年2月 電撃文庫                                                         | [ 5 ] [ 6 ] |
| 第11回 （2004年） | 総数 2603 長編 1587 短編 1016 | 金賞                    | ひかりのまち nerim's note （ひかりのまち） | 長谷川昌史                      | 2005年2月 電撃文庫                                                         | [ 5 ] [ 6 ] |
| 第11回 （2004年） | 総数 2603 長編 1587 短編 1016 | 銀賞                    | 奇蹟の表現 | 結城充考                        | 2005年2月 電撃文庫                                                         | [ 5 ] [ 6 ] |
| 第11回 （2004年） | 総数 2603 長編 1587 短編 1016 | 選考委員 奨励賞         | シリアスレイジ （異常進化の世界で -The Demon's Hand-） | 白川敏行                        | 2005年4月 電撃文庫                                                         | [ 5 ] [ 6 ] |
| 第12回 （2005年） | 総数 3022 長編 1771 短編 1251 | 大賞                    | お留守バンシー | 小河正岳                        | 2006年2月 電撃文庫                                                         | [ 5 ] [ 6 ] |
| 第12回 （2005年） | 総数 3022 長編 1771 短編 1251 | 金賞                    | 哀しみキメラ | 来楽零                          | 2006年2月 電撃文庫                                                         | [ 5 ] [ 6 ] |
| 第12回 （2005年） | 総数 3022 長編 1771 短編 1251 | 銀賞                    | 狼と香辛料 | 支倉凍砂                        | 2006年2月 電撃文庫                                                         | [ 5 ] [ 6 ] |
| 第12回 （2005年） | 総数 3022 長編 1771 短編 1251 | 銀賞                    | 火目の巫女 | 杉井光                          | 2006年2月 電撃文庫                                                         | [ 5 ] [ 6 ] |
| 第12回 （2005年） | 総数 3022 長編 1771 短編 1251 | 選考委員 奨励賞         | 超告白 | 御伽枕                          | 2006年4月 電撃文庫                                                         | [ 5 ] [ 6 ] |
| 第13回 （2006年） | 総数 2931 長編 1698 短編 1233 | 大賞                    | ミミズクと夜の王 | 紅玉いづき （紅玉伊月）         | 2007年2月 電撃文庫 2022年3月 メディアワークス文庫                          | [ 5 ] [ 6 ] |
| 第13回 （2006年） | 総数 2931 長編 1698 短編 1233 | 金賞                    | 世界平和は一家団欒のあとに | 橋本和也                        | 2007年2月 電撃文庫                                                         | [ 5 ] [ 6 ] |
| 第13回 （2006年） | 総数 2931 長編 1698 短編 1233 | 金賞                    | 扉の外 （もしも人工知能が世界を支配していた場合のシミュレーションケース1）                                                                                 | 土橋真二郎                      | 2007年2月 電撃文庫                                                         | [ 5 ] [ 6 ] |
| 第13回 （2006年） | 総数 2931 長編 1698 短編 1233 | 銀賞                    | なつき☆フルスイング! ケツバット女、笑う夏希。 （ケツバット女、笑う夏希。）                                                                                 | 樹戸英斗                        | 2007年2月 電撃文庫                                                         | [ 5 ] [ 6 ] |
| 第14回 （2007年） | 総数 2943 長編 1703 短編 1240 | 大賞                    | ほうかご百物語 （放課後百物語） | 峰守ひろかず                    | 2008年2月 電撃文庫                                                         | [ 7 ] [ 6 ] |
| 第14回 （2007年） | 総数 2943 長編 1703 短編 1240 | 金賞                    | 君のための物語 | 水鏡希人                        | 2008年2月 電撃文庫                                                         | [ 7 ] [ 6 ] |
| 第14回 （2007年） | 総数 2943 長編 1703 短編 1240 | 銀賞                    | under 異界ノスタルジア （異界ノスタルジア） | 瀬那和章                        | 2008年2月 電撃文庫                                                         | [ 7 ] [ 6 ] |
| 第14回 （2007年） | 総数 2943 長編 1703 短編 1240 | 銀賞                    | 藤堂家はカミガカリ （押しかけラグナロク） | 高遠豹介                        | 2008年2月 電撃文庫                                                         | [ 7 ] [ 6 ] |
| 第14回 （2007年） | 総数 2943 長編 1703 短編 1240 | 選考委員 奨励賞         | 葉桜が来た夏 | 夏海公司                        | 2008年4月 電撃文庫                                                         | [ 7 ] [ 6 ] |
| 第15回 （2008年） | 総数 3541 長編 2238 短編 1303 | 大賞                    | アクセル・ワールド1 -黒雪姫の帰還- （アクセル・ワールド）                                                                                                  | 川原礫                          | 2009年2月 電撃文庫                                                         | [ 7 ] [ 6 ] |
| 第15回 （2008年） | 総数 3541 長編 2238 短編 1303 | 金賞                    | パララバ -Parallel lovers- | 静月遠火 （四月十日）           | 2009年2月 電撃文庫                                                         | [ 7 ] [ 6 ] |
| 第15回 （2008年） | 総数 3541 長編 2238 短編 1303 | 銀賞                    | 東京ヴァンパイア・ファイナンス | 真藤順丈                        | 2009年2月 電撃文庫                                                         | [ 7 ] [ 6 ] |
| 第15回 （2008年） | 総数 3541 長編 2238 短編 1303 | 銀賞                    | ロウきゅーぶ! | 蒼山サグ                        | 2009年2月 電撃文庫                                                         | [ 7 ] [ 6 ] |
| 第15回 （2008年） | 総数 3541 長編 2238 短編 1303 | 選考委員 奨励賞         | 神のまにまに!〜カグツチ様の神芝居〜 （語り部じんえい） | 山口幸三郎                      | 2009年4月 電撃文庫                                                         | [ 7 ] [ 6 ] |
| 第15回 （2008年） | 総数 3541 長編 2238 短編 1303 | 電撃文庫 MAGAZINE賞     | 眼球奇譚 | 鷹羽知                          | 2009年2月 『電撃文庫MAGAZINE』2009年3月号                                  | [ 7 ] [ 6 ] |
| 第15回 （2008年） | 総数 3541 長編 2238 短編 1303 | 電撃文庫 MAGAZINE賞     | 隙間女（幅広） | 丸山英人                        | 2009年2月 『電撃文庫MAGAZINE』2009年3月号 2010年7月 電撃文庫               | [ 7 ] [ 6 ] |
| 第16回 （2009年） | 総数 4602 長編 2849 短編 1753 | 大賞                    | 幕末魔法士 -Mage Revolution- （幕末魔法士 〜Mage Revolution）                                                                                              | 田名部宗司                      | 2010年2月 電撃文庫                                                         | [ 7 ] [ 6 ] |
| 第16回 （2009年） | 総数 4602 長編 2849 短編 1753 | 金賞                    | ヴァンダル画廊街の奇跡 | 美奈川護                        | 2010年2月 電撃文庫                                                         | [ 7 ] [ 6 ] |
| 第16回 （2009年） | 総数 4602 長編 2849 短編 1753 | 銀賞                    | ご主人さん&メイドさま 父さん母さん、ウチのメイドは頭が高いと怒ります （ご主人さん&メイドさま 〜父さん母さん、ウチのメイドは頭が高いと怒ります〜）          | 榎木津無代                      | 2010年2月 電撃文庫                                                         | [ 7 ] [ 6 ] |
| 第16回 （2009年） | 総数 4602 長編 2849 短編 1753 | メディアワークス 文庫賞 | [映]アムリタ | 野﨑まど                        | 2009年12月 メディアワークス文庫 2019年9月 メディアワークス文庫             | [ 7 ] [ 6 ] |
| 第16回 （2009年） | 総数 4602 長編 2849 短編 1753 | メディアワークス 文庫賞 | 太陽のあくび | 有間カオル （有間香）           | 2009年12月 メディアワークス文庫                                            | [ 7 ] [ 6 ] |
| 第16回 （2009年） | 総数 4602 長編 2849 短編 1753 | 選考委員 奨励賞         | 蒼空時雨 （夏恋時雨） | 綾崎隼                          | 2010年1月 メディアワークス文庫                                             | [ 7 ] [ 6 ] |
| 第16回 （2009年） | 総数 4602 長編 2849 短編 1753 | 選考委員 奨励賞         | 空の彼方 | 菱田愛日                        | 2010年1月 メディアワークス文庫                                             | [ 7 ] [ 6 ] |
| 第16回 （2009年） | 総数 4602 長編 2849 短編 1753 | 電撃文庫 MAGAZINE賞     | 精恋三国志 | 奈々愁仁子                      | 2010年2月 『電撃文庫MAGAZEINE』2010年3月号 2010年4月 電撃文庫              | [ 7 ] [ 6 ] |
| 第17回 （2010年） | 総数 4842 長編 3181 短編 1661 | 大賞                    | シロクロネクロ | 多宇部貞人                      | 2011年2月 電撃文庫                                                         | [ 7 ] [ 6 ] |
| 第17回 （2010年） | 総数 4842 長編 3181 短編 1661 | 金賞                    | 青春ラリアット!! | 蝉川タカマル                    | 2011年2月 電撃文庫                                                         | [ 7 ] [ 6 ] |
| 第17回 （2010年） | 総数 4842 長編 3181 短編 1661 | 金賞                    | アイドライジング! | 広沢サカキ                      | 2011年2月 電撃文庫                                                         | [ 7 ] [ 6 ] |
| 第17回 （2010年） | 総数 4842 長編 3181 短編 1661 | 銀賞                    | はたらく魔王さま! （魔王城は六畳一間!） | 和ヶ原聡司                      | 2011年2月 電撃文庫                                                         | [ 7 ] [ 6 ] |
| 第17回 （2010年） | 総数 4842 長編 3181 短編 1661 | 銀賞                    | アンチリテラルの数秘術師 （アンチリテラルの数学） | 兎月山羊                        | 2011年2月 電撃文庫                                                         | [ 7 ] [ 6 ] |
| 第17回 （2010年） | 総数 4842 長編 3181 短編 1661 | メディアワークス 文庫賞 | 空をサカナが泳ぐ頃 （魚眼レンズ） | 浅葉なつ                        | 2011年2月 メディアワークス文庫                                             | [ 7 ] [ 6 ] |
| 第17回 （2010年） | 総数 4842 長編 3181 短編 1661 | メディアワークス 文庫賞 | おちゃらけ王 （おちゃらけ!） | 朽葉屋周太郎 （朽葉屋）         | 2011年2月 メディアワークス文庫                                             | [ 7 ] [ 6 ] |
| 第17回 （2010年） | 総数 4842 長編 3181 短編 1661 | メディアワークス 文庫賞 | 典医の女房 | 仲町六絵                        | 2011年5月 メディアワークス文庫                                             | [ 7 ] [ 6 ] |
| 第17回 （2010年） | 総数 4842 長編 3181 短編 1661 | 電撃文庫 MAGAZINE賞     | シースルー!? | 天羽伊吹清                      | 2011年2月 『電撃文庫MAGAZINE』2011年2月号 2011年9月 電撃文庫               | [ 7 ] [ 6 ] |
| 第18回 （2011年） | 総数 5293 長編 3443 短編 1850 | 大賞                    | エスケヱプ・スピヰド | 九岡望 （九丘望）               | 2012年2月 電撃文庫                                                         | [ 7 ] [ 6 ] |
| 第18回 （2011年） | 総数 5293 長編 3443 短編 1850 | 金賞                    | あなたの街の都市伝鬼! | 聴猫芝居                        | 2012年2月 電撃文庫                                                         | [ 7 ] [ 6 ] |
| 第18回 （2011年） | 総数 5293 長編 3443 短編 1850 | 銀賞                    | ウィザード&ウォーリアー・ウィズ・マネー | 三河ごーすと                    | 2012年2月 電撃文庫                                                         | [ 7 ] [ 6 ] |
| 第18回 （2011年） | 総数 5293 長編 3443 短編 1850 | 銀賞                    | 勇者には勝てない | 来田志郎                        | 2012年2月 電撃文庫                                                         | [ 7 ] [ 6 ] |
| 第18回 （2011年） | 総数 5293 長編 3443 短編 1850 | メディアワークス 文庫賞 | 侵略教師星人ユーマ | エドワード・スミス              | 2012年2月 メディアワークス文庫                                             | [ 7 ] [ 6 ] |
| 第18回 （2011年） | 総数 5293 長編 3443 短編 1850 | メディアワークス 文庫賞 | 月だけが、私のしていることを見おろしていた。 （やまびこのいる窓）                                                                                          | 成田名璃子                      | 2012年2月 メディアワークス文庫                                             | [ 7 ] [ 6 ] |
| 第18回 （2011年） | 総数 5293 長編 3443 短編 1850 | 選考委員 奨励賞         | ミニッツ 〜一分間の絶対時間〜 （ミニッツ 〜一分間で世界を滅ぼす方法について〜）                                                                            | 乙野四方字 （切小野よも治）     | 2012年4月 電撃文庫                                                         | [ 7 ] [ 6 ] |
| 第18回 （2011年） | 総数 5293 長編 3443 短編 1850 | 電撃文庫 MAGAZINE賞     | 明日から俺らがやってきた | 高樹凛                          | 2012年2月 『電撃文庫MAGAZINE』2012年3月号 2012年2月 電撃文庫               | [ 7 ] [ 6 ] |
| 第19回 （2012年） | 総数 6078 長編 4069 短編 2009 | 大賞                    | きじかくしの庭 | 桜井美奈                        | 2013年2月 メディアワークス文庫                                             | [ 7 ] [ 6 ] |
| 第19回 （2012年） | 総数 6078 長編 4069 短編 2009 | 大賞                    | アリス・リローデッド ハロー、ミスター・マグナム （ハロー、Mrマグナム）                                                                                     | 茜屋まつり                      | 2013年2月 電撃文庫                                                         | [ 7 ] [ 6 ] |
| 第19回 （2012年） | 総数 6078 長編 4069 短編 2009 | 金賞                    | 明日、ボクは死ぬ。キミは生き返る。 （明日、僕は死ぬ。君は生き返る。）                                                                                      | 藤まる                          | 2013年2月 電撃文庫                                                         | [ 7 ] [ 6 ] |
| 第19回 （2012年） | 総数 6078 長編 4069 短編 2009 | 金賞                    | エーコと【トオル】と部活の時間。 | 柳田狐狗狸                      | 2013年2月 電撃文庫                                                         | [ 7 ] [ 6 ] |
| 第19回 （2012年） | 総数 6078 長編 4069 短編 2009 | 銀賞                    | 塔京ソウルウィザーズ | 愛染猫太郎                      | 2013年2月 電撃文庫                                                         | [ 7 ] [ 6 ] |
| 第19回 （2012年） | 総数 6078 長編 4069 短編 2009 | メディアワークス 文庫賞 | 路地裏のあやかしたち 綾櫛横丁加納表具店 （玉響通り綾櫛横丁加納表具店）                                                                                     | 行田尚希                        | 2013年2月 メディアワークス文庫                                             | [ 7 ] [ 6 ] |
| 第19回 （2012年） | 総数 6078 長編 4069 短編 2009 | 選考委員 奨励賞         | サマー・ランサー | 天沢夏月                        | 2013年4月 メディアワークス文庫                                             | [ 7 ] [ 6 ] |
| 第19回 （2012年） | 総数 6078 長編 4069 短編 2009 | 電撃文庫 MAGAZINE賞     | 失恋探偵ももせ （失恋探偵百瀬） | 岬鷺宮                          | 2013年2月 『電撃文庫MAGAZINE』2013年3月号 2013年4月 電撃文庫               | [ 7 ] [ 6 ] |
| 第20回 （2013年） | 総数 6554 長編 4576 短編 1978 | 大賞                    | ゼロから始める魔法の書 | 虎走かける （虎走こけた）       | 2014年2月 電撃文庫                                                         | [ 7 ] [ 6 ] |
| 第20回 （2013年） | 総数 6554 長編 4576 短編 1978 | 大賞                    | 博多豚骨ラーメンズ | 木崎ちあき （木崎サキ）         | 2014年2月 メディアワークス文庫                                             | [ 7 ] [ 6 ] |
| 第20回 （2013年） | 総数 6554 長編 4576 短編 1978 | 金賞                    | 韻が織り成す召喚魔法 -バスタ・リリッカーズ- （韻が織り成す召喚魔法）                                                                                       | 真代屋秀晃 （キミドリ）         | 2014年2月 電撃文庫                                                         | [ 7 ] [ 6 ] |
| 第20回 （2013年） | 総数 6554 長編 4576 短編 1978 | 金賞                    | 僕が七不思議になったわけ （三年B組 中崎くん(仮)） | 小川晴央 （小川博史）           | 2014年2月 メディアワークス文庫                                             | [ 7 ] [ 6 ] |
| 第20回 （2013年） | 総数 6554 長編 4576 短編 1978 | 銀賞                    | 王手桂香取り! | 青葉優一                        | 2014年2月 電撃文庫                                                         | [ 7 ] [ 6 ] |
| 第20回 （2013年） | 総数 6554 長編 4576 短編 1978 | 銀賞                    | 思春期ボーイズ×ガールズ戦争 （放課後猥褻倶楽部） | 亜紀坂圭春                      | 2014年2月 電撃文庫                                                         | [ 7 ] [ 6 ] |
| 第20回 （2013年） | 総数 6554 長編 4576 短編 1978 | メディアワークス 文庫賞 | C.S.T. 情報通信保安庁警備部 （WORLD OF WORDS 神は世界を記述する）                                                                                          | 十三湊                          | 2014年2月 メディアワークス文庫                                             | [ 7 ] [ 6 ] |
| 第20回 （2013年） | 総数 6554 長編 4576 短編 1978 | 電撃文庫 MAGAZINE賞     | 給食争奪戦 | アズミ                          | 2014年2月 『電撃文庫MAGAZINE』2014年3月号 2014年6月 電撃文庫               | [ 7 ] [ 6 ] |
| 第20回 （2013年） | 総数 6554 長編 4576 短編 1978 | 20回記念 特別賞         | 水木しげ子さんと結ばれました | 真坂マサル                      | 2014年2月 電撃文庫                                                         | [ 7 ] [ 6 ] |
| 第21回 （2014年） | 総数 5055 長編 3524 短編 1531 | 大賞                    | ひとつ海のパラスアテナ （陸なき惑星のパラスアテナ〜二少女漂流記〜）                                                                                        | 鳩見すた （鳩島すた）           | 2015年2月 電撃文庫                                                         | [ 8 ] [ 7 ] |
| 第21回 （2014年） | 総数 5055 長編 3524 短編 1531 | 大賞                    | φの方石 -白幽堂魔石奇譚- （φの方石） | 新田周右                        | 2015年2月 メディアワークス文庫                                             | [ 8 ] [ 7 ] |
| 第21回 （2014年） | 総数 5055 長編 3524 短編 1531 | 金賞                    | 運命に愛されてごめんなさい。 | うわみくるま                    | 2015年2月 電撃文庫                                                         | [ 8 ] [ 7 ] |
| 第21回 （2014年） | 総数 5055 長編 3524 短編 1531 | 銀賞                    | レトリカ・クロニクル 嘘つき話術士と狐の師匠 （レトリカ・クロニクル 〜狼少女と嘘つき話術士〜）                                                              | 森日向 （日向夏）               | 2015年2月 メディアワークス文庫                                             | [ 8 ] [ 7 ] |
| 第21回 （2014年） | 総数 5055 長編 3524 短編 1531 | 銀賞                    | マンガの神様 | 蘇之一行                        | 2015年3月 電撃文庫                                                         | [ 8 ] [ 7 ] |
| 第21回 （2014年） | 総数 5055 長編 3524 短編 1531 | 銀賞                    | いでおろーぐ! （イデオローグ） | 椎田十三 （六郷橋港）           | 2015年3月 電撃文庫                                                         | [ 8 ] [ 7 ] |
| 第21回 （2014年） | 総数 5055 長編 3524 短編 1531 | メディアワークス 文庫賞 | ちょっと今から仕事やめてくる | 北川恵海                        | 2015年2月 メディアワークス文庫                                             | [ 8 ] [ 7 ] |
| 第21回 （2014年） | 総数 5055 長編 3524 短編 1531 | 電撃文庫 MAGAZINE賞     | バリアクラッカー 神の盾の光と影 （バリアクラッカー） | 囲恭之介                        | 2015年2月 - 6月 『電撃文庫MAGAZINE』2015年3月号 - 7月号 2015年8月 電撃文庫 | [ 8 ] [ 7 ] |
| 第22回 （2015年） | 総数 4580 長編 3169 短編 1411 | 大賞                    | ただ、それだけでよかったんです （ただ、それだけで良かったんです）                                                                                          | 松村涼哉                        | 2016年2月 電撃文庫 2023年12月 メディアワークス文庫                         | [ 9 ]       |
| 第22回 （2015年） | 総数 4580 長編 3169 短編 1411 | 大賞                    | トーキョー下町ゴールドクラッシュ! | 角埜杞真                        | 2016年2月 メディアワークス文庫                                             | [ 9 ]       |
| 第22回 （2015年） | 総数 4580 長編 3169 短編 1411 | 金賞                    | ヴァルハラの晩ご飯 〜イノシシとドラゴンの串料理（ブロシェット）〜 （ヴァルハラの晩ご飯〜イノシシとドラゴンのブロシェット氷の泉に沢山のヤドリギを添えて〜） | 三鏡一敏                        | 2016年2月 電撃文庫                                                         | [ 9 ]       |
| 第22回 （2015年） | 総数 4580 長編 3169 短編 1411 | 金賞                    | 俺を好きなのはお前だけかよ （壊れたジョーロは使えない） | 駱駝                            | 2016年2月 電撃文庫                                                         | [ 9 ]       |
| 第22回 （2015年） | 総数 4580 長編 3169 短編 1411 | 銀賞                    | 血翼王亡命譚I -祈刀のアルナ- （背天紅路） | 新八角                          | 2016年3月 電撃文庫                                                         | [ 9 ]       |
| 第22回 （2015年） | 総数 4580 長編 3169 短編 1411 | 銀賞                    | 恋するSP 武将系男子の守りかた （戦国えすぴゐ） | 結月あさみ （A*sami）           | 2016年2月 メディアワークス文庫                                             | [ 9 ]       |
| 第22回 （2015年） | 総数 4580 長編 3169 短編 1411 | メディアワークス 文庫賞 | チョコレート・コンフュージョン | 星奏なつめ                      | 2016年2月 メディアワークス文庫                                             | [ 9 ]       |
| 第22回 （2015年） | 総数 4580 長編 3169 短編 1411 | 電撃文庫 MAGAZINE賞     | 俺たち!! きゅぴきゅぴ♥Qピッツ!! | 涙爽創太                        | 2016年2月 『電撃文庫MAGAZINE』2016年3月号 2016年3月 電撃文庫               | [ 9 ]       |
| 第23回 （2016年） | 総数 4878 長編 3410 短編 1468 | 大賞                    | 86-エイティシックス- | 安里アサト （麻里アサト）       | 2017年2月 電撃文庫                                                         | [ 10 ]      |
| 第23回 （2016年） | 総数 4878 長編 3410 短編 1468 | 大賞                    | 君は月夜に光り輝く | 佐野徹夜                        | 2017年2月 メディアワークス文庫                                             | [ 10 ]      |
| 第23回 （2016年） | 総数 4878 長編 3410 短編 1468 | 金賞                    | 賭博師は祈らない | 周藤蓮                          | 2017年3月 電撃文庫                                                         | [ 10 ]      |
| 第23回 （2016年） | 総数 4878 長編 3410 短編 1468 | 銀賞                    | キラプリおじさんと幼女先輩 | 岩沢藍                          | 2017年3月 電撃文庫                                                         | [ 10 ]      |
| 第23回 （2016年） | 総数 4878 長編 3410 短編 1468 | 銀賞                    | 明治あやかし新聞 怠惰な記者の裏稼業 （明治怪異新聞） | さとみ桜                        | 2017年3月 メディアワークス文庫                                             | [ 10 ]      |
| 第23回 （2016年） | 総数 4878 長編 3410 短編 1468 | メディアワークス 文庫賞 | キネマ探偵カレイドミステリー | 斜線堂有紀                      | 2017年2月 メディアワークス文庫                                             | [ 10 ]      |
| 第23回 （2016年） | 総数 4878 長編 3410 短編 1468 | 選考委員 奨励賞         | オリンポスの郵便ポスト | 藻野多摩夫                      | 2017年3月 電撃文庫                                                         | [ 10 ]      |
| 第23回 （2016年） | 総数 4878 長編 3410 短編 1468 | 選考委員 奨励賞         | ひきこもりの弟だった | 葦舟ナツ                        | 2017年3月 メディアワークス文庫                                             | [ 10 ]      |
| 第24回 （2017年） | 総数 5088                     | 大賞                    | タタの魔法使い | うーぱー                        | 2018年2月 電撃文庫                                                         | [ 11 ]      |
| 第24回 （2017年） | 総数 5088                     | 大賞                    | この空の上で、いつまでも君を待っている （ガラクタの王） | こがらし輪音 （凩輪音）         | 2018年2月 メディアワークス文庫                                             | [ 11 ]      |
| 第24回 （2017年） | 総数 5088                     | 金賞                    | Hello,Hello and Hello | 葉月文                          | 2018年3月 電撃文庫                                                         | [ 11 ]      |
| 第24回 （2017年） | 総数 5088                     | 金賞                    | 世界の果てのランダム・ウォーカー | 西条陽                          | 2018年3月 電撃文庫                                                         | [ 11 ]      |
| 第24回 （2017年） | 総数 5088                     | 銀賞                    | 錆喰いビスコ | 瘤久保慎司                      | 2018年3月 電撃文庫                                                         | [ 11 ]      |
| 第24回 （2017年） | 総数 5088                     | メディアワークス 文庫賞 | 吉原百菓ひとくちの夢 （吉原百菓一口夢） | 江中みのり （江中農）           | 2018年2月 メディアワークス文庫                                             | [ 11 ]      |
| 第24回 （2017年） | 総数 5088                     | 選考委員 奨励賞         | 噺家ものがたり〜浅草は今日もにぎやかです〜 （二代目 創風亭破楽語り）                                                                                       | 村瀬健 （バスコ）               | 2018年3月 メディアワークス文庫                                             | [ 11 ]      |
| 第25回 （2018年） | 総数 4843                     | 金賞                    | つるぎのかなた | 渋谷瑞也                        | 2019年2月 電撃文庫                                                         | [ 12 ]      |
| 第25回 （2018年） | 総数 4843                     | 銀賞                    | リベリオ・マキナ ―《白檀式》水無月の再起動― （水無月のメモリー）                                                                                           | ミサキナギ                      | 2019年2月 電撃文庫                                                         | [ 12 ]      |
| 第25回 （2018年） | 総数 4843                     | 銀賞                    | 鏡のむこうの最果て図書館 光の勇者と偽りの魔王 （世界の果てではじまりを）                                                                                   | 冬月いろり                      | 2019年2月 電撃文庫                                                         | [ 12 ]      |
| 第25回 （2018年） | 総数 4843                     | メディアワークス 文庫賞 | ふしぎ荘で夕食を 〜幽霊、ときどき、カレーライス〜 （ドミトリーで夕食を）                                                                                   | 村谷由香里                      | 2019年4月 メディアワークス文庫                                             | [ 12 ]      |
| 第25回 （2018年） | 総数 4843                     | メディアワークス 文庫賞 | 破滅の刑死者 内閣情報調査室「特務捜査」部門CIRO-S （破滅の刑死者）                                                                                         | 吹井賢 （ふくいけん）           | 2019年5月 メディアワークス文庫                                             | [ 12 ]      |
| 第25回 （2018年） | 総数 4843                     | 選考委員 奨励賞         | 逢う日、花咲く。 | 青海野灰                        | 2019年6月 メディアワークス文庫                                             | [ 12 ]      |
| 第25回 （2018年） | 総数 4843                     | 選考委員 奨励賞         | 鈍感主人公になれない俺の青春 | 成瀬唯                          | -                                                                          | [ 12 ]      |
| 第25回 （2018年） | 総数 4843                     | 選考委員 奨励賞         | マッド・バレット・アンダーグラウンド （シルバー・ブレット -SILVER BULLET-）                                                                                | 野宮有                          | 2019年4月 電撃文庫                                                         | [ 12 ]      |
| 第25回 （2018年） | 総数 4843                     | 電撃文庫 MAGAZINE賞     | 折り鶴姫の計算資源 | 木田寒朗                        | 2019年2月 『電撃文庫MAGAZINE』2019年3月号                                  | [ 12 ]      |
| 第26回 （2019年） | 総数 4607                     | 大賞                    | 声優ラジオのウラオモテ #01 夕陽とやすみは隠しきれない？ （声優ラジオのウラオモテ）                                                                         | 二月公                          | 2020年2月 電撃文庫                                                         | [ 13 ]      |
| 第26回 （2019年） | 総数 4607                     | 金賞                    | 豚のレバーは加熱しろ | 逆井卓馬 （境居卓真）           | 2020年3月 電撃文庫                                                         | [ 13 ]      |
| 第26回 （2019年） | 総数 4607                     | 銀賞                    | 少女願うに、この世界は壊すべき 〜桃源郷崩落〜 （灼華繚亂）                                                                                                 | 小林湖底 （小林照）             | 2020年4月 電撃文庫                                                         | [ 13 ]      |
| 第26回 （2019年） | 総数 4607                     | 銀賞                    | こわれたせかいの むこうがわ 〜少女たちのディストピア生存術〜 （天国のラジオ）                                                                              | 陸道烈夏 （六導烈火）           | 2020年3月 電撃文庫                                                         | [ 13 ]      |
| 第26回 （2019年） | 総数 4607                     | メディアワークス 文庫賞 | 今夜、世界からこの恋が消えても （心は君を描くから） | 一条岬                          | 2020年2月 メディアワークス文庫                                             | [ 13 ]      |
| 第26回 （2019年） | 総数 4607                     | 選考委員 奨励賞         | そして、遺骸が嘶く ―死者たちの手紙― （そして、遺骸が嘶く）                                                                                                 | 酒場御行                        | 2020年2月 メディアワークス文庫                                             | [ 13 ]      |
| 第26回 （2019年） | 総数 4607                     | 選考委員 奨励賞         | オーバーライト ――ブリストルのゴースト （グラフィティ探偵――ブリストルのゴースト）                                                                           | 池田明季哉                      | 2020年4月 電撃文庫                                                         | [ 13 ]      |
| 第27回 （2020年） | 総数 4355 長編 3183 短編 1172 | 大賞                    | ユア・フォルマ 電索官エチカと機械仕掛けの相棒 （ユア・フォルマ 電子犯罪捜査局）                                                                            | 菊石まれほ                      | 2021年3月 電撃文庫                                                         | [ 14 ]      |
| 第27回 （2020年） | 総数 4355 長編 3183 短編 1172 | 金賞                    | ギルドの受付嬢ですが、残業は嫌なのでボスをソロ討伐しようと思います （受付嬢ですが、定時で帰りたいのでボスをソロ討伐しようと思います）                      | 香坂マト （mato）               | 2021年3月 電撃文庫                                                         | [ 14 ]      |
| 第27回 （2020年） | 総数 4355 長編 3183 短編 1172 | 銀賞                    | 忘却の楽園I アルセノン覚醒 （Out Of The Woods） | 土屋瀧                          | 2021年3月 電撃文庫                                                         | [ 14 ]      |
| 第27回 （2020年） | 総数 4355 長編 3183 短編 1172 | 銀賞                    | インフルエンス・インシデント Case:01 男の娘配信者・神村まゆの場合 （インフルエンス・インシデント）                                                         | 駿馬京                          | 2021年3月 電撃文庫                                                         | [ 14 ]      |
| 第27回 （2020年） | 総数 4355 長編 3183 短編 1172 | メディアワークス 文庫賞 | 君と、眠らないまま夢をみる （それから俺はかっこいいバイクを買った）                                                                                        | 遠野海人                        | 2021年4月 メディアワークス文庫                                             | [ 14 ]      |
| 第27回 （2020年） | 総数 4355 長編 3183 短編 1172 | メディアワークス 文庫賞 | 僕といた夏を、君が忘れないように。 （はじめての夏、人魚に捧げるキャンバス）                                                                                | 国仲シンジ                      | 2021年3月 メディアワークス文庫                                             | [ 14 ]      |
| 第27回 （2020年） | 総数 4355 長編 3183 短編 1172 | 選考委員 奨励賞         | ぼくらが死神に祈る日 （モーンガータのささやき〜イチゴと逆さ十字架〜）                                                                                      | 川崎七音                        | 2021年5月 メディアワークス文庫                                             | [ 14 ]      |
| 第28回 （2021年） | 総数 4411 長編 3255 短編 1156 | 大賞                    | 姫騎士様のヒモ | 白金透                          | 2022年2月 電撃文庫                                                         | [ 15 ]      |
| 第28回 （2021年） | 総数 4411 長編 3255 短編 1156 | 金賞                    | この△ラブコメは幸せになる義務がある。 （百合少女は幸せになる義務があります）                                                                               | 榛名千紘 （神奈士郎）           | 2022年3月 電撃文庫                                                         | [ 15 ]      |
| 第28回 （2021年） | 総数 4411 長編 3255 短編 1156 | 金賞                    | エンド・オブ・アルカディア | 蒼井祐人                        | 2022年3月 電撃文庫                                                         | [ 15 ]      |
| 第28回 （2021年） | 総数 4411 長編 3255 短編 1156 | メディアワークス 文庫賞 | きみは雪をみることができない （きみは雪を見ることができない）                                                                                              | 人間六度 （オスタハーゲンの鍵） | 2022年2月 メディアワークス文庫                                             | [ 15 ]      |
| 第28回 （2021年） | 総数 4411 長編 3255 短編 1156 | 銀賞                    | ミミクリー・ガールズ （特攻野郎Lチーム） | ひたき                          | 2022年7月 電撃文庫                                                         | [ 15 ]      |
| 第28回 （2021年） | 総数 4411 長編 3255 短編 1156 | 銀賞                    | 竜殺しのブリュンヒルド （黄昏のブリュンヒルド） | 東崎惟子                        | 2022年6月 電撃文庫                                                         | [ 15 ]      |
| 第28回 （2021年） | 総数 4411 長編 3255 短編 1156 | 選考委員 奨励賞         | 隣の席の雪本さんが異世界で王様やってるらしい。 | 三木本柚希                      | -                                                                          | [ 15 ]      |
| 第28回 （2021年） | 総数 4411 長編 3255 短編 1156 | 選考委員 奨励賞         | アマルガム・ハウンド 捜査局刑事部特捜班 （アマルガム・ハウンド）                                                                                           | 駒居未鳥                        | 2022年7月 電撃文庫                                                         | [ 15 ]      |
| 第28回 （2021年） | 総数 4411 長編 3255 短編 1156 | 選考委員 奨励賞         | 夜もすがら青春噺し | 夜野いと                        | 2022年3月 メディアワークス文庫                                             | [ 15 ]      |
| 第29回 （2022年） | 総数 4128 長編 3041 短編 1087 | 大賞                    | レプリカだって、恋をする。 （ドッペルゲンガーは恋をする）                                                                                                  | 榛名丼                          | 2023年2月 電撃文庫                                                         | [ 16 ]      |
| 第29回 （2022年） | 総数 4128 長編 3041 短編 1087 | 金賞                    | ミリは猫の瞳のなかに住んでいる | 四季大雅                        | 2023年3月 電撃文庫                                                         | [ 16 ]      |
| 第29回 （2022年） | 総数 4128 長編 3041 短編 1087 | 金賞                    | 勇者症候群 | 彩月レイ                        | 2023年2月 電撃文庫                                                         | [ 16 ]      |
| 第29回 （2022年） | 総数 4128 長編 3041 短編 1087 | メディアワークス 文庫賞 | さよなら、誰にも愛されなかった者たちへ （賽の河原株式会社）                                                                                                | 塩瀬まき                        | 2023年2月 メディアワークス文庫                                             | [ 16 ]      |
| 第29回 （2022年） | 総数 4128 長編 3041 短編 1087 | 銀賞                    | クセつよ異種族で行列ができる結婚相談所 〜看板ネコ娘はカワイイだけじゃ務まらない〜 （マリーハウスにようこそ 〜ファンタジー世界の結婚相談所〜）              | 五月雨きょうすけ                | 2023年2月 電撃文庫                                                         | [ 16 ]      |
| 第29回 （2022年） | 総数 4128 長編 3041 短編 1087 | 選考委員 奨励賞         | 君が死にたかった日に、僕は君を買うことにした （透過色彩のサイカ）                                                                                          | 成東志樹                        | 2023年7月 メディアワークス文庫                                             | [ 16 ]      |
| 第30回 （2023年） | 総数 4467 長編 3329 短編 1138 | 大賞                    | 魔女に首輪は付けられない | 夢見夕利 （夢見大蛇之介）       | 2024年2月 電撃文庫                                                         | [ 17 ]      |
| 第30回 （2023年） | 総数 4467 長編 3329 短編 1138 | 大賞                    | 竜胆の乙女 わたしの中で永久に光る （竜胆の乙女 / わたしの中で永久に光る）                                                                                  | fudaraku                        | 2024年2月 メディアワークス文庫                                             | [ 17 ]      |
| 第30回 （2023年） | 総数 4467 長編 3329 短編 1138 | 金賞                    | 蒼剣の歪み絶ち （歪み絶ちの殺人奴隷） | 那西崇那                        | 2024年3月 電撃文庫                                                         | [ 17 ]      |
| 第30回 （2023年） | 総数 4467 長編 3329 短編 1138 | メディアワークス 文庫賞 | 心獣の守護人 ―秦國博宝局宮廷物語― （残月ノ覚書 ―秦國博宝局心獣怪奇譚―）                                                                                    | 羽洞はる彦                      | 2024年8月 メディアワークス文庫                                             | [ 17 ]      |
| 第30回 （2023年） | 総数 4467 長編 3329 短編 1138 | 銀賞                    | 星が果てても君は鳴れ （億千CRYSTAL） | 長山久竜                        | 2024年8月 電撃文庫                                                         | [ 17 ]      |
| 第30回 （2023年） | 総数 4467 長編 3329 短編 1138 | 銀賞                    | バケモノのきみに告ぐ、 （簡単なことだよ、愛しい人） | 柳之助                          | 2024年5月 電撃文庫                                                         | [ 17 ]      |
| 第30回 （2023年） | 総数 4467 長編 3329 短編 1138 | 選考委員 奨励賞         | 汝、わが騎士として （Bloodstained Princess） | 畑リンタロウ                    | 2024年4月 電撃文庫                                                         | [ 17 ]      |
| 第30回 （2023年） | 総数 4467 長編 3329 短編 1138 | 選考委員 奨励賞         | 美少女フィギュアのお医者さんは青春を治せるか （フィギュアのお医者さん）                                                                                    | 芝宮青十 （奈々宮熊財）         | 2024年6月 電撃文庫                                                         | [ 17 ]      |
| 第30回 （2023年） | 総数 4467 長編 3329 短編 1138 | 選考委員 奨励賞         | 無貌の君へ、白紙の僕より （偽盲の君へ、不可視の僕より） | にのまえあきら                  | 2024年4月 メディアワークス文庫                                             | [ 17 ]      |
| 第31回 （2024年） | 総数 3819 長編 2789 短編 1030 | 大賞                    | 妖精の物理学 ―PHysics PHenomenon PHantom― （妖精の物理学―PHysics PHenomenon PHantom―）                                                                     | 電磁幽体                        | 2025年5月 電撃文庫                                                         | [ 18 ]      |
| 第31回 （2024年） | 総数 3819 長編 2789 短編 1030 | 金賞                    | 孤高の電波美少女と恋で繋がったらギガ重い （君の電波にノイズはいらない）                                                                                    | 神宮寺文鷹                      | 2025年6月 電撃文庫                                                         | [ 18 ]      |
| 第31回 （2024年） | 総数 3819 長編 2789 短編 1030 | メディアワークス 文庫賞 | 夏空と永遠の先で、君と恋の続きを （タロットループの夏） | 姉崎あきか                      | 2025年4月 メディアワークス文庫                                             | [ 18 ]      |
| 第31回 （2024年） | 総数 3819 長編 2789 短編 1030 | メディアワークス 文庫賞 | 古典確率では説明できない双子の相関やそれに関わる現象 | 東堂杏子 （アズマドウアンズ）   | 2025年4月 メディアワークス文庫                                             | [ 18 ]      |
| 第31回 （2024年） | 総数 3819 長編 2789 短編 1030 | 川原礫賞                | 古典確率では説明できない双子の相関やそれに関わる現象 | 東堂杏子 （アズマドウアンズ）   | 2025年4月 メディアワークス文庫                                             | [ 18 ]      |
| 第31回 （2024年） | 総数 3819 長編 2789 短編 1030 | 電撃の新文芸賞          | 明けの空のカフカ | 水品知弦                        | 2025年7月 電撃の新文芸                                                     | [ 18 ]      |
| 第31回 （2024年） | 総数 3819 長編 2789 短編 1030 | 銀賞                    | サンバカ!!! （怪奇！ 巨大な亀に街を見た！ 聖女とチンピラとデカケツ獣人VS邪悪な黒ギャル軍団）                                                               | 助六稲荷                        | 2025年5月 電撃文庫                                                         | [ 18 ]      |

## 関連書籍
第1回に応募された短編作品の傑作選が刊行されている。
- 臥竜覚醒 電撃ゲーム小説大賞短編小説傑作選（1994年10月10日、電撃文庫、ISBN 978-4-07-302110-0）
  - 「カース・チェィサー」風間圭之進
  - 「嵐よ友よ恋人よ」福森大輔
  - 「夢色天使」祭紀りゅーじ
  - 「雲ゆきあやし、雨にならんや」坪田亮介 - 第1回銀賞受賞作品
  - 解説：高千穂遙

賞を受賞することはなかったが隠し玉として出版された本。
- 僕たちにデスゲームが必要な理由 持田冥介（2020年7月22日、メディアワークス文庫、ISBN 978-4-04-913226-7）